# 332324 Bobmcdonald
332324 Bobmcdonald è un asteroide della fascia principale. Scoperto nel 2006, presenta un'orbita caratterizzata da un semiasse maggiore pari a 2,4011407 UA e da un'eccentricità di 0,1729498, inclinata di 12,35744° rispetto all'eclittica.